# 161750 Garyladd
161750 Garyladd este o planetă minoră (asteroid) din centura de asteroizi. A fost descoperită pe 25 septembrie 2006 la Mount Lemmon⁠(d) de Mount Lemmon Survey⁠(d). 
Obiectul prezintă o orbită caracterizată de o semiaxă mare de 2,568765044493 UAi, o excentricitate de 0,17662861365541, o înclinație de 1,7593197148781 ° în raport cu ecliptica.